# Johann Heinrich Rahn (Mathematiker)
Johann Heinrich Rahn, auch Hans Heinrich Rahn, latinisiert Rhonius, (* 10. März 1622  in Töss (heute Winterthur); † 25. Mai 1676 in Zürich) war ein Schweizer Mathematiker. Er ist bekannt für seine Teutsche Algebra, in der erstmals das Geteiltzeichen in gedruckter Form erscheint.

## Leben
Er war der Sohn des Hans Heinrich Rahn (1593–1669), damals Amtmann in Töss, später (1655–1669) Bürgermeister von Zürich, und der Ursula Escher vom Glas (1591–1663). Sein Onkel Hans Rudolf Rahn (1595–1655) war ebenfalls Bürgermeister von Zürich (1644–1655). Rahn war ab 1642 Vertreter der Widderzunft im Grossen Rat der Stadt Zürich und war ab 1669 auch im exklusiveren Kleinen Rat von Zürich. 1651 wurde er Unterzeugherr, und unter seiner Leitung wurde in dieser Zeit gebrauchte schwedische Artillerie (Bernfelder Artillerie) gekauft. 1658 wurde er Vogt der Landvogtei Kyburg, was er bis 1664 blieb, als er eine Seidenmanufaktur in Zürich am Neumarkt eröffnete. 1670 wurde er Obervogt von Küsnacht, 1672 Oberzeugherr und 1674 Säckelmeister.
Er heiratete 1642 die Pfarrerstochter Elisabeth Holzhalb (geboren 1626) und hatte mit ihr drei Söhne: Hans Heinrich (geboren 1646), Hans Conrad (geboren 1664) und Hans Rudolf (geboren 1669).
Rahns Interesse für Mathematik wurde wahrscheinlich durch seinen Onkel Hans Georg Werdmüller (1616–1678) angeregt, einen Militäringenieur, der 1642 bis 1675 den Bau der Befestigungsanlagen von Zürich leitete. Rahn wurde ab 1654 von John Pell in die Algebra eingeführt, der 1654 bis 1658 Vertreter Oliver Cromwells bei den protestantischen Kantonen der Schweiz war, mit dem Auftrag, diese aus dem Verbund mit den katholischen Kantonen abzuspalten. Mit Pell hatte er einen Briefwechsel, der teilweise erhalten ist (mit einem ersten Brief vom November 1654). Regelmässigen Unterricht von Pell erhielt er wahrscheinlich ab 1657 – nach John Aubreys Biographie von Pell kam Rahn jeden Freitagabend zum Unterricht in Zürich – und endete Anfang 1658, als Rahn Landvogt in Kyburg wurde.
1659 veröffentlichte Rahn seine Teutsche Algebra, in der die algebraischen Methoden von François Viète und René Descartes erstmals in deutscher Sprache dargestellt wurden. Weitere Probleme entnahm er den Werken von Frans van Schooten, Diophant und Christophorus Clavius. Das Buch stand auch unter dem Einfluss des Unterrichts von Rahns Lehrer John Pell – eine Danksagung an Pell (ohne Nennung des Namens, da dieser es nicht wünschte) findet sich im Vorwort. In dem Buch findet sich auch erstmals in gedruckter Form das Geteiltzeichen (÷). Es werden neben elementarer Arithmetik die Auflösung von Gleichungen behandelt und analytische Geometrie. Auch eine Form der Pellschen Gleichung findet sich darin.
Weitere Verbreitung fand das Buch durch die 1668 erschienene englische Übersetzung von Thomas Brancker unter Mitwirkung von John Pell (der erhebliche Teile etwa im Umfang der Hälfte des Buchs neu beisteuerte, aber nicht als Co-Autor genannt werden wollte). Pell regte die Übersetzung an, nachdem er das Buch 1660 erhalten hatte – er sah darin einen moderneren Algebra-Text als das damalige englische Standardwerk von William Oughtred (Clavis Mathematicae, 1631). Durch die Übersetzung fand das Geteiltzeichen auch im englischen Sprachraum Verbreitung. Der Übersetzer Brancker hatte es ursprünglich durch ein anderes Symbol ersetzt, auf Drängen von Pell setzte er aber wieder das ursprüngliche Zeichen ein.
Es gibt auch eine erweiterte lateinische Fassung der Algebra von 1667 (Algebra Speciosa seu Introductio in Geometriam Universalem), die er aber nach dem Erscheinen der englischen Übersetzung nicht veröffentlichte, sondern in der Zürcher Stadtbibliothek hinterlegte.
Er befasste sich auch mit Astronomie (Vorhersage von Finsternissen und Kometen) und entwarf einen immerwährenden Kalender. Er war ein Gegner der Astrologie. Er schrieb auch ein Buch (in Latein) über die Probleme von Diophant (gedacht als Ergänzung zur lateinischen Ausgabe seiner Algebra) und ein Buch über Optik; beide sind aber nicht erhalten.

## Schriften
- Teutsche Algebra. Bodmer, Zürich 1659 (Digitalisat Google, Digitalisat Bayerische Staatsbibliothek).
  - englische Ausgabe: Rahn, Thomas Brancker (Übersetzer), John Pell: An introduction to algebra. London 1668 (Digitalisat Zentralbibliothek Zürich).